# Fastjet Airlines
Fastjet Airlines (im Markenauftritt fastjet), auch bekannt als Fastjet Tanzania, war eine tansanische Billigfluggesellschaft mit Sitz in Daressalam und Basis auf dem Flughafen Daressalam. Sie ist ein Tochterunternehmen der britischen Holding fastjet Plc, die ihren Sitz in Johannesburg, Südafrika hat und an der London Stock Exchange gehandelt wird.
Die Fluggesellschaft operiert derzeit (Stand November 2019) nur noch mit ihrer Tochtergesellschaft in Simbabwe.

## Geschichte
Fastjet Airlines wurde 2011 unter dem Namen Fly540 Tanzania als Tochterunternehmen der kenianischen Fluggesellschaft Fly540 gegründet. Im Sommer 2012 wurde bekannt, dass die gesamte Fly540-Unternehmensgruppe, die auch Tochterunternehmen in Angola und Ghana besaß, von der britischen Holding Fastjet Plc übernommen werden sollte. Gründer dieser Holding ist Stelios Haji-Ioannou, der auch die britische Billigfluggesellschaft easyJet sowie die Unternehmensgruppe easyGroup gegründet hat.
Zunächst gingen die in Angola, Ghana und Tansania ansässigen Tochterunternehmen der Fly540 in Besitz von Fastjet über. Fly 540 Tanzania gab daraufhin ihre gemieteten Turboprop-Flugzeuge an den Leasinggeber zurück und übernahm zwei Airbus A319-100, mit denen sie ab dem 29. November 2012 den Flugbetrieb unter dem Namen Fastjet Airlines fortsetzte. Die Tochtergesellschaften in Angola und Ghana betrieb Fastjet zunächst weiterhin unter dem Markennamen Fly540. Anfang 2013 eskalierte ein Streit zwischen den Eigentümern der Fly540 und der britischen Fastjet Plc, weil diese bis dahin nur einen Teil des Kaufpreises gezahlt hatte. Fly540 untersagte dem Unternehmen daraufhin die Nutzung ihres Markennamens in Angola sowie in Ghana. Ebenso blieb die kenianische Fluggesellschaft sowie deren Basis in Nairobi in Besitz der Fly540-Unternehmensgruppe. Die in Angola und Ghana ansässigen Tochterunternehmen wurden im Anschluss zu Fastjet umfirmiert, stellten ihren Betrieb aber Anfang 2014 aus wirtschaftlichen Gründen ein.
Im Juli 2017 kaufte Fastjet die eigenen Namensrechte von der Muttergesellschaft. Hierfür wurden einmalig 2,5 Millionen US-Dollar bezahlt. Anfang Dezember 2017 musterte die Gesellschaft ihren letzten Airbus A319 aus.
Im September 2018 meldete Fastjet, dass frisches Geld kurzfristig benötigt wird. Im Dezember 2018 gab die Fluggesellschaft bekannt, dass nur ausreichend Geldmittel für weitere vier Tage zur Verfügung stünden.
Mitte Dezember 2018 wurden alle Flüge der fastjet Tanzania innerhalb Tansanias ausgesetzt. Flüge von fastjet Zimbabwe und fastjet Mozambique sowie von und nach Simbabwe, Mosambik und Südafrika sind hiervon ausgenommen.
Mit Stand Februar 2019 hat Fastjet Tanzania keine Lizenzen für den Flugbetrieb mehr.
Im Oktober 2015 beschlossen Emirates und Fastjet ein Interlining-Übereinkommen, womit die Passagiere beider Fluggesellschaften Flüge der jeweils anderen Gesellschaft buchen können.